# مراد داناجي
مراد داناجي (بالتركية Murat Danacı )  ولد في (25 يوليو 1976 بمانيسا)، ابدع واشتهر في السينما التركية والمسرح ومجموعة من الأدوار في المسلسلات والافلام , تخرج في الكونسرفتوار الدولة من جامعة الأناضول .

## بطولاته وأشهر أدواره
سامحيني | Beni Affet (مسلسل) 
Kalp Ağrısı (مسلسل)